# نظام خبير

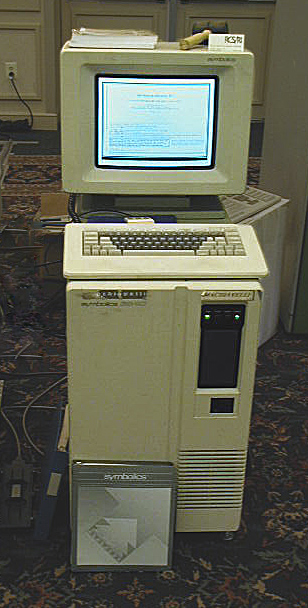
نظام خبير يعود للعام 1984 يستعمل لغة ليسب

النظام الخبير في مجال الذكاء الاصطناعي نظام حاسوبي يحاكي قدرات وخبرات البشر في اتخاذ القرارات. الأنظمة الخبيرة في أساسها مصممة لإيجاد حلول للمشكلات المعقدة من خلال التفكير بمختلف مجالات المعرفة، والتي تُمثل في هذه النظم بشروط (إذا .. فإن) بدلاً من البرمجة الإجرائية التقليدية.
ابتُكرت أول أنظمة خبيرة في سبعينيات القرن العشرين وانتشرت في الثمانينيات من القرن نفسه. الأنظمة الخبيرة كانت من أوائل الأشكال الناجحة لبرمجيات الذكاء الاصطناعي.

## تاريخ الأنظمة الخبيرة

### المراحل الأولى
بعد فترة قصيرة من ظهور الحواسيب الحديثة في أواخر الأربعينيات وأوائل الخمسينيات من القرن العشرين، بدأ الباحثون يدركون الإمكانيات الهائلة التي تملكها هذه الآلات للمجتمع. كانت إحدى التحديات الأولى جعل هذه الآلات قادرة على "التفكير" مثل البشر، وخاصة، جعل هذه الآلات قادرة على اتخاذ القرارات المهمة بنفس الطريقة التي يتبعها البشر لاتخاذ القرارات. وكان مجال الطب والرعاية الصحية هو التحدي الأبرز للرغبة بتمكين هذه الآلات من اتخاذ قرارات وتشخيصات طبية.
وفي أواخر الخمسينيات، بدأ الباحثون بتجربة استخدام تقنيات الحواسيب لمحاكاة اتخاذ القرار البشري. على سبيل المثال، بدأ الباحثون في مجال الطب الحيوي بإنشاء أنظمة مدعومة بالحواسيب للتطبيقات التشخيصية في الطب والأحياء. استخدمت هذه الأنظمة التشخيصية المبكرة أعراض المرضى ونتائج الاختبارات المخبرية كمدخلات لإنتاج تشخيص طبي. كانت هذه الأنظمة غالبًا ما توصف بأنها الأشكال المبكرة للأنظمة الخبيرة. ومع ذلك، وجد الباحثون عوائق كبيرة أمامهم عند استخدام الطرق التقليدية مثل الرسوم البيانية، أو مطابقة الأنماط الإحصائية، أو نظرية الاحتمالات.

### المراحل اللاحقة
تبع المراحل الأولى تطورات ملحوظة على الأنظمة الخبيرة، والتي استخدمت اتجاهاً قائمًا على المعرفة. كانت من بين الأنظمة الخبيرة الأولى في الطب نظام MYCIN الخبير، والنظام الخبير Internist-I، ولاحقًا في منتصف الثمانينيات، نظام CADUCEUS.
قُدم الأنظمة الخبيرة رسميًا بمشروع البرمجة التجريبية من جامعة ستانفورد بقيادة إدوارد فيغنبوم نحو عام 1965، الذي يعد أحيانًا "أبو الأنظمة الخبيرة". كان من أبرز المشاركين الرئيسيين كذلك في هذا المجال بروس بوكانان وراندال ديفيس.
حيث سعى الباحثون في جامعة ستانفورد إلى تحديد المجالات حيث تكون الخبرة فيها ذات أهمية عالية ومعقدّة، مثل تشخيص الأمراض المعدية (Mycin) وتحديد الجزيئات العضوية المجهولة (Dendral). كانت فكرة أن "الأنظمة الذكية تستمد قوتها من المعرفة التي تمتلكها بدلاً من التشكيلات الخاصة أو أنظمة الاستنتاج" _بحسب فيغنبوم_ "خطوة مهمة إلى الأمام"، حيث كانت الأبحاث السابقة تركز على الأساليب التجريبية الحسابية.
كانت الأبحاث حول الأنظمة الخبيرة نشطة أيضًا في أوروبا. فبينما كان التركيز في الولايات المتحدة على استخدام أنظمة ذات قواعد، كان التركيز في أوروبا على الأنظمة الخبيرة المطورة باستخدام برولوغ. كان أحد الأمثلة المبكّرة على أحد هذه الأنظمة الخبيرة هو نظام APES.
في الثمانينيات من القرن العشرين، انتشرت الأنظمة الخبيرة. حيث قدمت الجامعات دورات حول الأنظمة الخبيرة وطبقت ثلثي شركات فورتشين 500 هذه التقنيات في الأنشطة التجارية اليومية.
في العقد الأول من الألفية الجديدة، شهدت هذه التقنية "إحياءً جديداً" مع استخدام مصطلح الأنظمة المبنية على القواعد والاستخدام الناجح لها. حيث دمجت العديد من الشركات الكبرى المزودة للتطبيقات التجارية (مثل SAP، Siebel، وOracle) قدرات الأنظمة الخبيرة ضمن منتجاتها، فأصبحت محركات الاستدلال التي ذكرناها سابقاً تستعمل أيضاً ضمن أنواع مختلفة من القواعد التجارية المعقدة.

### النهج الحالي للأنظمة الخبيرة
دفعت العقبات التي أظهرتها الأنواع السابقة من الأنظمة الخبيرة الباحثين إلى تطوير أنواع جديدة. فقد طوروا نهجًا أكثر كفاءة، ومرونة، وقوة من أجل محاكاة عملية اتخاذ القرارات البشرية وكانت مبنية على طرق جديدة في الذكاء الاصطناعي (AI)، وخاصة في التعلم الآلي وطرق استخراج البيانات مع آليات التغذية الراجعة. غالبًا ما تستفيد الشبكات العصبية المتكررة من مثل هذه الآليات.
تستطيع الأنظمة الحديثة دمج المعرفة الجديدة بسهولة أكبر وبالتالي تحديث نفسها بسهولة. ويمكن لمثل هذه الأنظمة التعامل مع كميات هائلة من البيانات المعقدة. أحيانًا يُطلق على هذا النوع من الأنظمة الخبيرة "الأنظمة الذكية".

## أجزاء النظام الخبير
ينقسم النظام الخبير إلى ثلاثة أقسام رئيسية:
- قاعدة البيانات أو قاعدة المعرفة: تمثّل الحقائق والشروط التي يعمل بموجبها النظام.
- محرك الاستدلال: هو ما يقوم بتطبيق هذه الشروط وفق الحقائق المعروفة، وذلك للاستدلال على حقائق جديدة.
- واجهة المستخدم: هي الواجهة التي تمكن المستخدم غير الخبير من الوصول إلى معرفة النظام الخبير.

ويمكن أن يتضمن النظام القدرة على التحليل واستكشاف الأخطاء.

## مزايا الأنظمة الخبيرة
- زيادة الوصول والموثوقية: حيث يمكن الوصول إلى الخبرة على أي حاسوب حيث يكمل النظام الخبير المهام في الوقت المحدد.
- الخبرة المتعددة: حيث يمكن تشغيل عدة أنظمة خبيرة في وقت واحد لحل مشكلة والحصول على مستوى أعلى من الخبرة التي قد يقدمها خبير بشري.
- الشرح: توضح الأنظمة الخبيرة دائمًا كيفية حل المشكلة.
- الاستجابة السريعة: الأنظمة الخبيرة سريعة وقادرة على حل مشكلة في الوقت المناسب مباشرة.
- تقليل التكلفة: تكلفة الخبرة المطلوبة لكل مستخدم تكون أقل.

## عيوب الأنظمة الخبيرة
- المعرفة السطحية بالأنظمة الخبيرة: قد تصبح إحدى المهام البسيطة مكلفة جداً من الناحية الحسابية.
- الحاجة إلى اختصاصيين لإدخال البيانات: اكتساب البيانات صعب للغاية.
- قد يختار النظام الخبير الطريقة الغير ملائمة أو الغير فعّالة لحل مشكلة معينة.
- مشاكل الأخلاقيات في استخدام أي شكل من أشكال الذكاء الاصطناعي: وهو أمر ذو صدى واسع في الوقت الحالي.
- المعرفة المحددة: بدون تواجد خبراء لن يكون للمفاهيم وعلاقاتها المتبادلة إدراك عميق.